# Liga Venezolana de Béisbol Profesional 2016-17
La temporada 2016-17 de la Liga Venezolana de Béisbol Profesional, oficialmente Campeonato "Doña Lilia Silva de Machado", comenzó el día 6 de octubre de 2016 con la visita de los Leones del Caracas a los Tigres de Aragua, campeones de la temporada pasada. El resto de los juegos inaugurales se jugaron el mismo día.
Tuvo su temporada regular desde el 6 de octubre hasta el 29 de diciembre de 2016 y su postemporada entre el 02 y 25 de enero de 2017. El Juego de Las Estrellas tuvo lugar el 29 de noviembre de 2016.
El campeonato se jugó con la pelota RAWLING OLB.

## Temporada regular
Comenzando el 6 de octubre y terminando el día 29 de diciembre de 2016, salvo que deba prorrogarse por juegos pospuestos o suspendidos. Durante la temporada regular, fueron disputados doscientos cincuenta y dos (252) juegos, a razón de sesenta y tres (63) juegos para cada uno de los ocho (8) equipos, y se jugó de la siguiente manera: Nueve (9) juegos con cada equipo, constando de cinco (5) juegos como home club y cuatro (4) como visitantes. Esta modalidad será revertida en la temporada siguiente.
Al concluir la temporada regular, clasificaron a la postemporada los seis (6) equipos que obtuvieron mejor récord de ganados y perdidos.

### Posiciones
Actualizado al 29 de diciembre de 2016.
| Temporada regular         | Temporada regular | Temporada regular | Temporada regular | Temporada regular | Temporada regular | Temporada regular | Temporada regular | Temporada regular | Temporada regular | Temporada regular | Temporada regular | Temporada regular |
| Equipo                    | JJ                | JG                | JP                | Ave.              | Dif.              | Racha             | Últ. 10           | Local             | Visita            | CA                | CP                | Dif.              |
| ------------------------- | ----------------- | ----------------- | ----------------- | ----------------- | ----------------- | ----------------- | ----------------- | ----------------- | ----------------- | ----------------- | ----------------- | ----------------- |
| Cardenales de Lara        | 63                | 39                | 24                | .619              | 0.0               | 5G                | 9-1               | 19-12             | 20-12             | 293               | 249               | 44                |
| Caribes de Anzoátegui     | 63                | 34                | 29                | .540              | 5.0               | 1G                | 6-4               | 17-14             | 17-15             | 335               | 314               | 21                |
| Águilas del Zulia         | 63                | 33                | 30                | .524              | 6.0               | 1P                | 3-7               | 16-16             | 17- 14            | 270               | 278               | -8                |
| Tigres de Aragua          | 63                | 30                | 33                | .476              | 9.0               | 1P                | 5-5               | 17-15             | 14- 17            | 293               | 255               | 38                |
| Tiburones de La Guaira    | 63                | 30                | 33                | .476              | 9.0               | 1P                | 4-6               | 14-17             | 16- 16            | 285               | 295               | -10               |
| Bravos de Margarita       | 63                | 30                | 33                | .476              | 9.0               | 3G                | 3-7               | 17-15             | 13- 18            | 261               | 277               | -16               |
| Navegantes del Magallanes | 63                | 29                | 34                | .460              | 10.0              | 1P                | 4-6               | 16-15             | 13- 19            | 308               | 317               | -9                |
| Leones del Caracas        | 63                | 27                | 36                | .429              | 12.0              | 4P                | 5-5               | 14-18             | 13 -18            | 273               | 334               | -61               |

|  |                                |
|  | Clasificado a la postemporada. |

### Calendario
| Águilas del Zulia         | 11-4  | Caribes de Anzoátegui     | Alfonso Carrasquel        | 6 de octubre | 07:00pm | DirecTV       |
| Cardenales de Lara        | 6-4   | Tiburones de La Guaira    | Universitario de Caracas  | 6 de octubre | 07:00pm | IVC Promar TV |
| Leones del Caracas        | 4-3   | Tigres de Aragua          | José Pérez Colmenares     | 6 de octubre | 07:00pm | TLT           |
| Bravos de Margarita       | 9-2   | Navegantes del Magallanes | José Bernardo Pérez       | 6 de octubre | 07:00pm | DirecTV       |
| Águilas del Zulia         | 12-11 | Caribes de Anzoátegui     | Alfonso Carrasquel        | 7 de octubre | 07:00pm | Meridiano     |
| Cardenales de Lara        | 9-18  | Leones del Caracas        | Universitario de Caracas  | 7 de octubre | 09:11pm | TLT           |
| Bravos de Margarita       | 1-5   | Tigres de Aragua          | José Pérez Colmenares     | 7 de octubre | 07:00pm | DirecTV       |
| Tiburones de La Guaira    | 4-3   | Navegantes del Magallanes | José Bernardo Pérez       | 7 de octubre | 07:00pm | IVC           |
| Águilas del Zulia         | 16-3  | Tiburones de La Guaira    | Universitario de Caracas  | 8 de octubre | 05:00pm | IVC           |
| Navegantes del Magallanes | 6-0   | Tigres de Aragua          | José Pérez Colmenares     | 8 de octubre | 05:30pm | Meridiano     |
| Bravos de Margarita       | 0-6   | Cardenales de Lara        | Antonio Herrera Gutiérrez | 8 de octubre | 05:30pm | Fox Sports    |
| Leones del Caracas        | 4-12  | Caribes de Anzoátegui     | Alfonso Carrasquel        | 8 de octubre | 07:00pm | DirecTV       |
| Águilas del Zulia         | 6-4   | Tiburones de La Guaira    | Universitario de Caracas  | 9 de octubre | 01:00pm | IVC           |
| Tigres de Aragua          | 9-1   | Cardenales de Lara        | Antonio Herrera Gutiérrez | 9 de octubre | 02:00pm | Venevisión    |
| Leones del Caracas        | 7-2   | Caribes de Anzoátegui     | Alfonso Carrasquel        | 9 de octubre | 05:00pm | DirecTV       |
| Bravos de Margarita       | 5-6   | Navegantes del Magallanes | José Bernardo Pérez       | 9 de octubre | 05:30pm | Meridiano     |

| Cardenales de Lara        | 0-1        | Tigres de Aragua          | José Pérez Colmenares     | 10 de octubre | 07:00pm | DirecTV       |
| Águilas del Zulia         | 3-2        | Navegantes del Magallanes | José Bernardo Pérez       | 10 de octubre | 07:00pm |               |
| Tiburones de La Guaira    | 6-3        | Leones del Caracas        | Universitario de Caracas  | 11 de octubre | 07:00pm | IVC           |
| Tigres de Aragua          | 1-3        | Bravos de Margarita       | Nueva Esparta             | 12 de octubre | 05:00pm |               |
| Caribes de Anzoátegui     | 1-0        | Tiburones de La Guaira    | Universitario de Caracas  | 12 de octubre | 04:00pm | Venevisión    |
| Navegantes del Magallanes | 3-2        | Águilas del Zulia         | Luis Aparicio             | 12 de octubre | 04:00pm | Meridiano     |
| Leones del Caracas        | 4-5        | Cardenales de Lara        | Antonio Herrera Gutiérrez | 12 de octubre | 07:00pm | DirecTV       |
| Tigres de Aragua          | 4-7        | Bravos de Margarita       | Nueva Esparta             | 13 de octubre | 07:00pm | IVC Promar TV |
| Caribes de Anzoátegui     | 12-1       | Cardenales de Lara        | Antonio Herrera Gutiérrez | 13 de octubre | 07:00pm | DirecTV       |
| Navegantes del Magallanes | 3-4        | Águilas del Zulia         | Luis Aparicio             | 13 de octubre | 07:00pm | Meridiano     |
| Tiburones de La Guaira    | 0-2        | Bravos de Margarita       | Nueva Esparta             | 14 de octubre | 07:00pm | IVC           |
| Tigres de Aragua          | 7-3        | Leones del Caracas        | Universitario de Caracas  | 14 de octubre | 07:00pm | DirecTV       |
| Caribes de Anzoátegui     | 2-4        | Cardenales de Lara        | Antonio Herrera Gutiérrez | 14 de octubre | 07:00pm | Meridiano     |
| Caribes de Anzoátegui     | 15-6       | Leones del Caracas        | Universitario de Caracas  | 15 de octubre | 05:00pm | IVC           |
| Navegantes del Magallanes | Suspendido | Tigres de Aragua          | José Pérez Colmenares     | 15 de octubre | 05:30pm |               |
| Cardenales de Lara        | 3-9        | Águilas del Zulia         | Luis Aparicio             | 15 de octubre | 05:30pm | DirecTV       |
| Tiburones de La Guaira    | 3-5        | Bravos de Margarita       | Nueva Esparta             | 15 de octubre | 07:00pm | Fox Sports    |
| Caribes de Anzoátegui     | 10-8       | Leones del Caracas        | Universitario de Caracas  | 16 de octubre | 04:00pm | IVC           |
| Cardenales de Lara        | 0-1        | Águilas del Zulia         | Luis Aparicio             | 16 de octubre | 04:00pm | DirecTV       |
| Tiburones de La Guaira    | 10-2       | Bravos de Margarita       | Nueva Esparta             | 16 de octubre | 05:00pm | Fox Sports    |
| Tigres de Aragua          | 1-7        | Navegantes del Magallanes | José Bernardo Pérez       | 16 de octubre | 05:30pm | TLT           |

| Cardenales de Lara        | 6-0            | Águilas del Zulia         | Luis Aparicio             | 17 de octubre | 07:00pm | DirecTV            |
| Navegantes del Magallanes | 5-3            | Caribes de Anzoátegui     | Alfonso Carrasquel        | 18 de octubre | 07:00pm | DirecTV            |
| Tigres de Aragua          | 0-1            | Leones del Caracas        | Universitario de Caracas  | 18 de octubre | 07:00pm | IVC                |
| Navegantes del Magallanes | 3-11           | Caribes de Anzoátegui     | Alfonso Carrasquel        | 19 de octubre | 07:00pm | DirecTV            |
| Leones del Caracas        | 0-4            | Tiburones de La Guaira    | Universitario de Caracas  | 19 de octubre | 07:00pm | TLT                |
| Águilas del Zulia         | 9-2            | Tigres de Aragua          | José Pérez Colmenares     | 19 de octubre | 07:00pm | IVC                |
| Bravos de Margarita       | 5-6            | Cardenales de Lara        | Antonio Herrera Gutiérrez | 19 de octubre | 07:00pm | Meridiano          |
| Tiburones de La Guaira    | 15-4           | Caribes de Anzoátegui     | Alfonso Carrasquel        | 20 de octubre | 07:00pm | DirecTV            |
| Navegantes del Magallanes | 8-9            | Leones del Caracas        | Universitario de Caracas  | 20 de octubre | 07:00pm | IVC Meridiano      |
| Águilas del Zulia         | 3-5            | Tigres de Aragua          | José Pérez Colmenares     | 20 de octubre | 07:00pm | Fox Sports         |
| Bravos de Margarita       | 3-1            | Cardenales de Lara        | Antonio Herrera Gutiérrez | 20 de octubre | 07:00pm | Promar TV          |
| Tiburones de La Guaira    | 4-5            | Caribes de Anzoátegui     | Alfonso Carrasquel        | 21 de octubre | 07:00pm |                    |
| Águilas del Zulia         | 4-3            | Leones del Caracas        | Universitario de Caracas  | 21 de octubre | 07:00pm | Meridiano          |
| Bravos de Margarita       | 5-3            | Tigres de Aragua          | José Pérez Colmenares     | 21 de octubre | 07:00pm | DirecTV            |
| Cardenales de Lara        | 2-3            | Navegantes del Magallanes | José Bernardo Pérez       | 21 de octubre | 07:00pm | IVC Promar TV      |
| Leones del Caracas        | 2-7            | Cardenales de Lara        | Antonio Herrera Gutiérrez | 22 de octubre | 04:00pm | IVC Promar TV      |
| Bravos de Margarita       | 6-4            | Navegantes del Magallanes | José Bernardo Pérez       | 22 de octubre | 05:30pm | DirecTV            |
| Tigres de Aragua          | 10-4           | Caribes de Anzoátegui     | Alfonso Carrasquel        | 22 de octubre | 07:00pm | Meridiano          |
| Águilas del Zulia         | Suspendido     | Tiburones de La Guaira    | Universitario de Caracas  | 22 de octubre | 05:00pm | DirecTV            |
| Bravos de Margarita       | 4-4 Suspendido | Tiburones de La Guaira    | Universitario de Caracas  | 23 de octubre | 01:00pm | Meridiano          |
| Águilas del Zulia         | 6-4            | Cardenales de Lara        | Antonio Herrera Gutiérrez | 23 de octubre | 03:00pm | IVC Promar TV      |
| Tigres de Aragua          | 2-9            | Caribes de Anzoátegui     | Alfonso Carrasquel        | 23 de octubre | 04:00pm | TLT                |
| Leones del Caracas        | 4-3            | Navegantes del Magallanes | José Bernardo Pérez       | 23 de octubre | 05:30pm | DirecTV Venevisión |

| Tigres de Aragua          | 6-1        | Caribes de Anzoátegui     | Alfonso Carrasquel        | 24 de octubre | 07:00pm | DirecTV          |
| Cardenales de Lara        | 3-4        | Bravos de Margarita       | Nueva Esparta             | 25 de octubre | 07:00pm | Promar TV        |
| Navegantes del Magallanes | 20-7       | Leones del Caracas        | Universitario de Caracas  | 25 de octubre | 07:00pm | IVC Meridiano TV |
| Tiburones de La Guaira    | 2-3        | Águilas del Zulia         | Luis Aparicio             | 25 de octubre | 07:00pm | DirecTV          |
| Cardenales de Lara        | 4-1        | Bravos de Margarita       | Nueva Esparta             | 26 de octubre | 07:00pm | Promar TV        |
| Caribes de Anzoátegui     | Suspendido | Leones del Caracas        | Universitario de Caracas  | 26 de octubre | 07:00pm |                  |
| Navegantes del Magallanes | 4-0        | Tigres de Aragua          | José Pérez Colmenares     | 26 de octubre | 07:00pm | IVC              |
| Tiburones de La Guaira    | 3-1        | Águilas del Zulia         | Luis Aparicio             | 26 de octubre | 07:00pm | DirecTV          |
| Navegantes del Magallanes | 7-14       | Bravos de Margarita       | Nueva Esparta             | 27 de octubre | 07:00pm | DirecTV          |
| Caribes de Anzoátegui     | 3-4        | Tiburones de La Guaira    | Universitario de Caracas  | 27 de octubre | 07:00pm | TLT              |
| Leones del Caracas        | 1-4        | Águilas del Zulia         | Luis Aparicio             | 27 de octubre | 07:00pm | Fox Sports       |
| Navegantes del Magallanes | 2-3        | Bravos de Margarita       | Nueva Esparta             | 28 de octubre | 07:00pm | DirecTV          |
| Caribes de Anzoátegui     | 5-3        | Tiburones de La Guaira    | Universitario de Caracas  | 28 de octubre | 07:00pm | Meridiano        |
| Tigres de Aragua          | 6-7        | Cardenales de Lara        | Antonio Herrera Gutiérrez | 28 de octubre | 07:00pm | Promar TV        |
| Leones del Caracas        | 8-0        | Águilas del Zulia         | Luis Aparicio             | 28 de octubre | 07:00pm | IVC              |
| Tiburones de La Guaira    | 0-4        | Leones del Caracas        | Universitario de Caracas  | 29 de octubre | 05:00pm | Meridiano        |
| Cardenales de Lara        | 4-2        | Navegantes del Magallanes | José Bernardo Pérez       | 29 de octubre | 05:30pm |                  |
| Tigres de Aragua          | 2-3        | Águilas del Zulia         | Luis Aparicio             | 29 de octubre | 05:30pm | IVC              |
| Caribes de Anzoátegui     | 1-3        | Bravos de Margarita       | Nueva Esparta             | 29 de octubre | 07:00pm | DirecTV          |
| Leones del Caracas        | 2-7        | Tiburones de La Guaira    | Universitario de Caracas  | 30 de octubre | 01:00pm | TLT              |
| Tigres de Aragua          | 1-3        | Águilas del Zulia         | Luis Aparicio             | 30 de octubre | 01:00pm | Venevisión       |
| Navegantes del Magallanes | 2-5        | Cardenales de Lara        | Antonio Herrera Gutiérrez | 30 de octubre | 02:00pm | IVC Promar TV    |
| Caribes de Anzoátegui     | 6-7        | Bravos de Margarita       | Nueva Esparta             | 30 de octubre | 05:00pm | DirecTV          |

| Caribes de Anzoátegui     | 1-2        | Bravos de Margarita       | Nueva Esparta             | 31 de octubre  | 07:00pm | DirecTV           |
| Cardenales de Lara        | 5-3        | Tiburones de La Guaira    | Universitario de Caracas  | 1 de noviembre | 07:00pm | IVC Promar TV     |
| Águilas del Zulia         | 0-5        | Tigres de Aragua          | José Pérez Colmenares     | 1 de noviembre | 07:00pm | TLT               |
| Leones del Caracas        | 5-4        | Navegantes del Magallanes | José Bernardo Pérez       | 1 de noviembre | 07:00pm | DirecTV Meridiano |
| Bravos de Margarita       | 3-6        | Tiburones de La Guaira    | Universitario de Caracas  | 2 de noviembre | 07:00pm | DirecTV           |
| Cardenales de Lara        | Suspendido | Caribes de Anzoátegui     | Alfonso Carrasquel        | 2 de noviembre | 07:00pm |                   |
| Águilas del Zulia         | 4-1        | Tigres de Aragua          | José Pérez Colmenares     | 2 de noviembre | 07:00pm | Meridiano         |
| Cardenales de Lara        | 1-8        | Caribes de Anzoátegui     | Alfonso Carrasquel        | 3 de noviembre | 05:00pm |                   |
| Cardenales de Lara        | 4-1        | Caribes de Anzoátegui     | Alfonso Carrasquel        | 3 de noviembre | 08:30pm |                   |
| Bravos de Margarita       | 3-2        | Leones del Caracas        | Universitario de Caracas  | 3 de noviembre | 07:00pm | Fox Sports        |
| Bravos de Margarita       | 3-11       | Leones del Caracas        | Universitario de Caracas  | 4 de noviembre | 07:00pm | IVC               |
| Tiburones de La Guaira    | 6-4        | Tigres de Aragua          | José Pérez Colmenares     | 4 de noviembre | 07:00pm | Meridiano         |
| Águilas del Zulia         | 8-10       | Navegantes del Magallanes | José Bernardo Pérez       | 4 de noviembre | 07:00pm | DirecTV           |
| Tiburones de La Guaira    | 2-7        | Leones del Caracas        | Universitario de Caracas  | 5 de noviembre | 05:00pm | TLT               |
| Águilas del Zulia         | 7-1        | Cardenales de Lara        | Antonio Herrera Gutiérrez | 5 de noviembre | 05:30pm | DirecTV           |
| Bravos de Margarita       | 4-5        | Caribes de Anzoátegui     | Alfonso Carrasquel        | 5 de noviembre | 07:00pm | Fox Sports        |
| Tigres de Aragua          | 5-10       | Navegantes del Magallanes | José Bernardo Pérez       | 5 de noviembre | 07:00pm | IVC               |
| Leones del Caracas        | 4-13       | Tiburones de La Guaira    | Universitario de Caracas  | 6 de noviembre | 01:00pm | Venevisión        |
| Navegantes del Magallanes | 5-11       | Tigres de Aragua          | José Pérez Colmenares     | 6 de noviembre | 03:00pm | TLT               |
| Bravos de Margarita       | 11-15      | Caribes de Anzoátegui     | Alfonso Carrasquel        | 6 de noviembre | 05:00pm | Fox Sports        |
| Águilas del Zulia         | 2-3        | Cardenales de Lara        | Antonio Herrera Gutiérrez | 6 de noviembre | 05:30pm | IVC Promar TV     |

| Navegantes del Magallanes | 5-1  | Cardenales de Lara        | Antonio Herrera Gutiérrez | 7 de noviembre  | 07:00pm | DirecTV    |
| Leones del Caracas        | 4-15 | Tiburones de La Guaira    | Universitario de Caracas  | 8 de noviembre  | 07:00pm | TLT        |
| Caribes de Anzoátegui     | 2-1  | Águilas del Zulia         | Luis Aparicio             | 8 de noviembre  | 07:00pm | DirecTV    |
| Tigres de Aragua          | 1-0  | Bravos de Margarita       | Nueva Esparta             | 9 de noviembre  | 07:00pm | Fox Sports |
| Cardenales de Lara        | 3-2  | Leones del Caracas        | Universitario de Caracas  | 9 de noviembre  | 07:00pm | TLT        |
| Tiburones de La Guaira    | 6-8  | Navegantes del Magallanes | José Bernardo Pérez       | 9 de noviembre  | 07:00pm | IVC        |
| Caribes de Anzoátegui     | 4-5  | Águilas del Zulia         | Luis Aparicio             | 9 de noviembre  | 07:00pm | DirecTV    |
| Tigres de Aragua          | 6-1  | Bravos de Margarita       | Nueva Esparta             | 10 de noviembre | 07:00pm | Meridiano  |
| Cardenales de Lara        | 3-5  | Leones del Caracas        | Universitario de Caracas  | 10 de noviembre | 07:00pm | Fox Sports |
| Caribes de Anzoátegui     | 6-8  | Navegantes del Magallanes | José Bernardo Pérez       | 10 de noviembre | 07:00pm | IVC        |
| Tiburones de La Guaira    | 4-2  | Águilas del Zulia         | Luis Aparicio             | 10 de noviembre | 07:00pm | TLT        |
| Leones del Caracas        | 9-15 | Bravos de Margarita       | Nueva Esparta             | 11 de noviembre | 07:00pm | Meridiano  |
| Caribes de Anzoátegui     | 1-4  | Tigres de Aragua          | José Pérez Colmenares     | 11 de noviembre | 07:00pm | IVC        |
| Navegantes del Magallanes | 5-9  | Cardenales de Lara        | Antonio Herrera Gutiérrez | 11 de noviembre | 07:00pm | DirecTV    |
| Tiburones de La Guaira    | 7-0  | Águilas del Zulia         | Luis Aparicio             | 11 de noviembre | 07:00pm | TLT        |
| Caribes de Anzoátegui     | 5-6  | Tigres de Aragua          | José Pérez Colmenares     | 12 de noviembre | 04:00pm | IVC        |
| Tiburones de La Guaira    | 4-1  | Cardenales de Lara        | Antonio Herrera Gutiérrez | 12 de noviembre | 04:00pm | TLT        |
| Leones del Caracas        | 2-3  | Bravos de Margarita       | Nueva Esparta             | 12 de noviembre | 07:00pm | Meridiano  |
| Tiburones de La Guaira    | 2-1  | Cardenales de Lara        | Antonio Herrera Gutiérrez | 13 de noviembre | 01:00pm | Venevisión |
| Águilas del Zulia         | 7-6  | Bravos de Margarita       | Nueva Esparta             | 13 de noviembre | 05:00pm | DirecTV    |
| Tigres de Aragua          | 3-4  | Navegantes del Magallanes | José Bernardo Pérez       | 13 de noviembre | 05:30pm | TLT        |
| Caribes de Anzoátegui     | 4-2  | Leones del Caracas        | Universitario de Caracas  | 13 de noviembre | 07:00pm | IVC        |

| Águilas del Zulia         | 7-1  | Bravos de Margarita       | Nueva Esparta             | 14 de noviembre | 07:00pm | DirecTV           |
| Leones del Caracas        | 3-7  | Caribes de Anzoátegui     | Alfonso Carrasquel        | 15 de noviembre | 07:00pm | IVC               |
| Tigres de Aragua          | 9-10 | Tiburones de La Guaira    | Universitario de Caracas  | 15 de noviembre | 07:00pm | TLT               |
| Navegantes del Magallanes | 6-3  | Cardenales de Lara        | Antonio Herrera Gutiérrez | 15 de noviembre | 07:00pm | DirecTV           |
| Leones del Caracas        | 5-9  | Caribes de Anzoátegui     | Alfonso Carrasquel        | 16 de noviembre | 07:00pm | IVC               |
| Bravos de Margarita       | 3-1  | Tiburones de La Guaira    | Universitario de Caracas  | 16 de noviembre | 07:00pm | Fox Sports        |
| Cardenales de Lara        | 7-5  | Tigres de Aragua          | José Pérez Colmenares     | 16 de noviembre | 07:00pm | DirecTV           |
| Navegantes del Magallanes | 5-6  | Águilas del Zulia         | Luis Aparicio             | 16 de noviembre | 07:00pm | TLT               |
| Leones del Caracas        | 6-5  | Caribes de Anzoátegui     | Alfonso Carrasquel        | 17 de noviembre | 07:00pm | Fox Sports        |
| Bravos de Margarita       | 2-3  | Cardenales de Lara        | Antonio Herrera Gutiérrez | 17 de noviembre | 07:00pm | DirecTV Promar TV |
| Navegantes del Magallanes | 3-6  | Águilas del Zulia         | Luis Aparicio             | 17 de noviembre | 07:00pm | TLT               |
| Bravos de Margarita       | 7-5  | Águilas del Zulia         | Luis Aparicio             | 18 de noviembre | 01:00pm | TLT               |
| Navegantes del Magallanes | 0-5  | Cardenales de Lara        | Antonio Herrera Gutiérrez | 18 de noviembre | 07:00pm | IVC Promar TV     |
| Cardenales de Lara        | 3-2  | Leones del Caracas        | Universitario de Caracas  | 19 de noviembre | 04:00pm | DirecTV           |
| Tiburones de La Guaira    | 5-1  | Navegantes del Magallanes | José Bernardo Pérez       | 19 de noviembre | 05:30pm | TLT               |
| Bravos de Margarita       | 7-2  | Águilas del Zulia         | Luis Aparicio             | 19 de noviembre | 05:30pm | Meridiano         |
| Tigres de Aragua          | 4-2  | Caribes de Anzoátegui     | Alfonso Carrasquel        | 19 de noviembre | 07:00pm | IVC               |
| Cardenales de Lara        | 11-9 | Tiburones de La Guaira    | Universitario de Caracas  | 20 de noviembre | 01:00pm | DirecTV           |
| Bravos de Margarita       | 3-7  | Águilas del Zulia         | Luis Aparicio             | 20 de noviembre | 01:00pm | Venevisión        |
| Tigres de Aragua          | 6-2  | Caribes de Anzoátegui     | Alfonso Carrasquel        | 20 de noviembre | 05:00pm | IVC               |
| Leones del Caracas        | 9-10 | Navegantes del Magallanes | José Bernardo Pérez       | 20 de noviembre | 05:30pm | TLT Fox Sports    |

| Cardenales de Lara        | 3-7        | Bravos de Margarita       | Nueva Esparta             | 22 de noviembre | 07:00pm | Meridiano             |
| Caribes de Anzoátegui     | 4-2        | Tiburones de La Guaira    | Universitario de Caracas  | 22 de noviembre | 07:00pm | IVC                   |
| Navegantes del Magallanes | 5-6        | Tigres de Aragua          | José Pérez Colmenares     | 22 de noviembre | 07:00pm | DirecTV               |
| Cardenales de Lara        | 4-3        | Bravos de Margarita       | Nueva Esparta             | 23 de noviembre | 07:00pm | Meridiano             |
| Águilas del Zulia         | 4-9        | Leones del Caracas        | Universitario de Caracas  | 23 de noviembre | 07:00pm | DirecTV               |
| Caribes de Anzoátegui     | 5-2        | Navegantes del Magallanes | José Bernardo Pérez       | 23 de noviembre | 07:00pm | Fox Sports            |
| Tiburones de La Guaira    | 2-12       | Tigres de Aragua          | José Pérez Colmenares     | 23 de noviembre | 07:00pm |                       |
| Cardenales de Lara        | 2-1        | Bravos de Margarita       | Nueva Esparta             | 24 de noviembre | 07:00pm | Fox Sports            |
| Caribes de Anzoátegui     | 5-6        | Navegantes del Magallanes | José Bernardo Pérez       | 24 de noviembre | 07:00pm | IVC                   |
| Águilas del Zulia         | 7-4        | Tiburones de La Guaira    | Universitario de Caracas  | 24 de noviembre | 05:30pm | DirecTV               |
| Águilas del Zulia         | 1-3        | Tiburones de La Guaira    | Universitario de Caracas  | 24 de noviembre | 08:30pm | TLT                   |
| Águilas del Zulia         | 1-14       | Tiburones de La Guaira    | Universitario de Caracas  | 25 de noviembre | 07:00pm | DirecTV               |
| Caribes de Anzoátegui     | 10-7       | Tigres de Aragua          | José Pérez Colmenares     | 25 de noviembre | 07:00pm | Meridiano             |
| Leones del Caracas        | 0-1        | Navegantes del Magallanes | José Bernardo Pérez       | 25 de noviembre | 07:00pm | IVC TLT               |
| Navegantes del Magallanes | Suspendido | Tiburones de La Guaira    | Universitario de Caracas  | 26 de noviembre | 04:00pm | Fox Sports            |
| Caribes de Anzoátegui     | Suspendido | Cardenales de Lara        | Antonio Herrera Gutiérrez | 26 de noviembre | 05:30pm |                       |
| Leones del Caracas        | 3-2        | Tigres de Aragua          | José Pérez Colmenares     | 26 de noviembre | 05:30pm | TLT                   |
| Águilas del Zulia         | 5-7        | Bravos de Margarita       | Nueva Esparta             | 26 de noviembre | 07:00pm | IVC                   |
| Águilas del Zulia         | 3-8        | Bravos de Margarita       | Nueva Esparta             | 27 de noviembre | 03:00pm | IVC                   |
| Leones del Caracas        | 7-4        | Navegantes del Magallanes | José Bernardo Pérez       | 27 de noviembre | 05:30pm | Venevisión Fox Sports |
| Tiburones de La Guaira    | 6-8        | Tigres de Aragua          | José Pérez Colmenares     | 27 de noviembre | 04:00pm | TLT                   |
| Caribes de Anzoátegui     | 6-5        | Cardenales de Lara        | Antonio Herrera Gutiérrez | 27 de noviembre | 02:00pm |                       |
| Caribes de Anzoátegui     | 1-3        | Cardenales de Lara        | Antonio Herrera Gutiérrez | 27 de noviembre | 05:00pm |                       |

| Tiburones de La Guaira    | 2-3        | Caribes de Anzoátegui     | Alfonso Carrasquel        | 30 de noviembre | 07:00pm | TLT                   |
| Cardenales de Lara        | 13-4       | Navegantes del Magallanes | José Bernardo Pérez       | 30 de noviembre | 07:00pm | Fox Sports            |
| Bravos de Margarita       | 4-1        | Águilas del Zulia         | Luis Aparicio             | 30 de noviembre | 07:00pm | DirecTV               |
| Tiburones de La Guaira    | 4-1        | Caribes de Anzoátegui     | Alfonso Carrasquel        | 1 de diciembre  | 07:00pm | TLT                   |
| Navegantes del Magallanes | Suspendido | Leones del Caracas        | Universitario de Caracas  | 1 de diciembre  | 07:00pm | Venevisión Fox Sports |
| Tigres de Aragua          | 8-3        | Cardenales de Lara        | Antonio Herrera Gutiérrez | 1 de diciembre  | 07:00pm | Promar TV             |
| Bravos de Margarita       | 4-7        | Águilas del Zulia         | Luis Aparicio             | 1 de diciembre  | 07:00pm | DirecTV               |
| Navegantes del Magallanes | 1-3        | Caribes de Anzoátegui     | Alfonso Carrasquel        | 2 de diciembre  | 07:00pm | DirecTV               |
| Bravos de Margarita       | 2-3        | Tiburones de La Guaira    | Universitario de Caracas  | 2 de diciembre  | 07:00pm | TLT                   |
| Cardenales de Lara        | 4-1        | Tigres de Aragua          | José Pérez Colmenares     | 2 de diciembre  | 07:00pm | Meridiano             |
| Leones del Caracas        | 0-5        | Águilas del Zulia         | Luis Aparicio             | 2 de diciembre  | 07:00pm | IVC                   |
| Cardenales de Lara        | 10-2       | Tiburones de La Guaira    | Universitario de Caracas  | 3 de diciembre  | 05:00pm | Fox Sports            |
| Bravos de Margarita       | 1-2        | Tigres de Aragua          | José Pérez Colmenares     | 3 de diciembre  | 05:30pm | TLT                   |
| Navegantes del Magallanes | 8-10       | Caribes de Anzoátegui     | Alfonso Carrasquel        | 3 de diciembre  | 07:00pm | DirecTV               |
| Leones del Caracas        | 7-5        | Águilas del Zulia         | Luis Aparicio             | 3 de diciembre  | 07:00pm | IVC                   |
| Bravos de Margarita       | 8-7        | Tigres de Aragua          | José Pérez Colmenares     | 4 de diciembre  | 01:00pm | DirecTV               |
| Navegantes del Magallanes | 5-11       | Tiburones de La Guaira    | Universitario de Caracas  | 4 de diciembre  | 04:00pm | TLT                   |
| Cardenales de Lara        | 3-4        | Caribes de Anzoátegui     | Alfonso Carrasquel        | 4 de diciembre  | 05:00pm | Venevisión            |
| Leones del Caracas        | 2-1        | Águilas del Zulia         | Luis Aparicio             | 4 de diciembre  | 06:00pm | IVC                   |

| Cardenales de Lara        | 7-8  | Caribes de Anzoátegui     | Alfonso Carrasquel        | 5 de diciembre  | 07:00pm | DirecTV    |
| Tiburones de La Guaira    | 0-1  | Bravos de Margarita       | Nueva Esparta             | 6 de diciembre  | 07:00pm | IVC        |
| Tigres de Aragua          | 3-7  | Leones del Caracas        | Universitario de Caracas  | 6 de diciembre  | 07:00pm | TLT        |
| Águilas del Zulia         | 3-4  | Navegantes del Magallanes | José Bernardo Pérez       | 6 de diciembre  | 07:00pm | Meridiano  |
| Tiburones de La Guaira    | 2-1  | Bravos de Margarita       | Nueva Esparta             | 7 de diciembre  | 07:00pm | Meridiano  |
| Águilas del Zulia         | 8-3  | Leones del Caracas        | Universitario de Caracas  | 7 de diciembre  | 07:00pm | IVC        |
| Cardenales de Lara        | 5-4  | Tigres de Aragua          | José Pérez Colmenares     | 7 de diciembre  | 07:00pm | TLT        |
| Caribes de Anzoátegui     | 8-9  | Navegantes del Magallanes | José Bernardo Pérez       | 7 de diciembre  | 07:00pm | Fox Sports |
| Leones del Caracas        | 8-1  | Bravos de Margarita       | Nueva Esparta             | 8 de diciembre  | 07:00pm | Fox Sports |
| Tigres de Aragua          | 7-3  | Tiburones de La Guaira    | Universitario de Caracas  | 8 de diciembre  | 07:00pm | DirecTV    |
| Águilas del Zulia         | 6-3  | Navegantes del Magallanes | José Bernardo Pérez       | 8 de diciembre  | 07:00pm | TLT        |
| Caribes de Anzoátegui     | 2-6  | Cardenales de Lara        | Antonio Herrera Gutiérrez | 8 de diciembre  | 07:29pm | Meridiano  |
| Leones del Caracas        | 4-2  | Bravos de Margarita       | Nueva Esparta             | 9 de diciembre  | 07:00pm | Venevisión |
| Caribes de Anzoátegui     | 8-2  | Tiburones de La Guaira    | Universitario de Caracas  | 9 de diciembre  | 07:00pm | IVC        |
| Tigres de Aragua          | 1-5  | Navegantes del Magallanes | José Bernardo Pérez       | 9 de diciembre  | 07:00pm | Meridiano  |
| Águilas del Zulia         | 0-8  | Cardenales de Lara        | Antonio Herrera Gutiérrez | 9 de diciembre  | 07:00pm | TLT        |
| Navegantes del Magallanes | 5-8  | Tigres de Aragua          | José Pérez Colmenares     | 10 de diciembre | 05:30pm | TLT        |
| Caribes de Anzoátegui     | 8-4  | Leones del Caracas        | Universitario de Caracas  | 10 de diciembre | 06:00pm | DirecTV    |
| Navegantes del Magallanes | 12-6 | Tiburones de La Guaira    | Universitario de Caracas  | 11 de diciembre | 01:00pm | Fox Sports |

| Cardenales de Lara        | 6-2  | Leones del Caracas        | Universitario de Caracas  | 12 de diciembre | 07:00pm | DirecTV     |
| Caribes de Anzoátegui     | 8-5  | Bravos de Margarita       | Nueva Esparta             | 13 de diciembre | 07:00pm | Meridiano   |
| Tiburones de La Guaira    | 6-0  | Leones del Caracas        | Universitario de Caracas  | 13 de diciembre | 07:00pm | TLT         |
| Tigres de Aragua          | 1-5  | Águilas del Zulia         | Luis Aparicio             | 13 de diciembre | 07:00pm | IVC         |
| Caribes de Anzoátegui     | 6-7  | Bravos de Margarita       | Nueva Esparta             | 14 de diciembre | 07:00pm | Meridiano   |
| Navegantes del Magallanes | 4-1  | Tiburones de La Guaira    | Universitario de Caracas  | 14 de diciembre | 07:00pm | IVC         |
| Tigres de Aragua          | 2-3  | Águilas del Zulia         | Luis Aparicio             | 14 de diciembre | 07:00pm | Fox Sports  |
| Navegantes del Magallanes | 6-2  | Leones del Caracas        | Universitario de Caracas  | 15 de diciembre | 07:00pm | DirecTV TLT |
| Tiburones de La Guaira    | 2-6  | Cardenales de Lara        | Antonio Herrera Gutiérrez | 15 de diciembre | 07:00pm | Meridiano   |
| Tigres de Aragua          | 5-1  | Águilas del Zulia         | Luis Aparicio             | 15 de diciembre | 07:00pm | Fox Sports  |
| Águilas del Zulia         | 2-9  | Caribes de Anzoátegui     | Alfonso Carrasquel        | 16 de diciembre | 07:00pm | Fox Sports  |
| Leones del Caracas        | 6-8  | Tigres de Aragua          | José Pérez Colmenares     | 16 de diciembre | 07:00pm | Venevisión  |
| Bravos de Margarita       | 1-7  | Navegantes del Magallanes | José Bernardo Pérez       | 16 de diciembre | 07:00pm | TLT         |
| Tiburones de La Guaira    | 2-5  | Cardenales de Lara        | Antonio Herrera Gutiérrez | 16 de diciembre | 07:00pm | DirecTV     |
| Navegantes del Magallanes | 8-10 | Tiburones de La Guaira    | Universitario de Caracas  | 17 de diciembre | 05:00pm | Venevisión  |
| Bravos de Margarita       | 1-7  | Tigres de Aragua          | José Pérez Colmenares     | 17 de diciembre | 05:30pm | TLT         |
| Leones del Caracas        | 5-4  | Cardenales de Lara        | Antonio Herrera Gutiérrez | 17 de diciembre | 05:30pm | Meridiano   |
| Águilas del Zulia         | 3-1  | Caribes de Anzoátegui     | Alfonso Carrasquel        | 17 de diciembre | 07:00pm | IVC         |
| Tiburones de La Guaira    | 2-9  | Tigres de Aragua          | José Pérez Colmenares     | 18 de diciembre | 03:00pm | DirecTV     |
| Bravos de Margarita       | 4-6  | Leones del Caracas        | Universitario de Caracas  | 18 de diciembre | 04:00pm | TLT         |
| Águilas del Zulia         | 9-10 | Caribes de Anzoátegui     | Alfonso Carrasquel        | 18 de diciembre | 05:00pm | IVC         |
| Cardenales de Lara        | 4-3  | Navegantes del Magallanes | José Bernardo Pérez       | 18 de diciembre | 05:30pm | Fox Sports  |

| Navegantes del Magallanes | 2-3  | Leones del Caracas     | Universitario de Caracas  | 19 de diciembre | 07:00pm | Venevisión Fox Sports |
| Tiburones de La Guaira    | 5-3  | Tigres de Aragua       | José Pérez Colmenares     | 19 de diciembre | 07:00pm | DirecTV               |
| Cardenales de Lara        | 4-5  | Águilas del Zulia      | Luis Aparicio             | 20 de diciembre | 05:00pm | TLT                   |
| Cardenales de Lara        | 9-4  | Águilas del Zulia      | Luis Aparicio             | 20 de diciembre | 09:20pm | TLT                   |
| Tigres de Aragua          | 0-2  | Leones del Caracas     | Universitario de Caracas  | 20 de diciembre | 05:00pm | DirecTV               |
| Tigres de Aragua          | 0-3  | Leones del Caracas     | Universitario de Caracas  | 20 de diciembre | 08:00pm | DirecTV               |
| Navegantes del Magallanes | 3-1  | Bravos de Margarita    | Nueva Esparta             | 20 de diciembre | 08:00pm | IVC                   |
| Navegantes del Magallanes | 4-0  | Bravos de Margarita    | Nueva Esparta             | 21 de diciembre | 07:00pm | IVC                   |
| Tigres de Aragua          | 16-2 | Tiburones de La Guaira | Universitario de Caracas  | 21 de diciembre | 07:00pm | DirecTV               |
| Caribes de Anzoátegui     | 1-0  | Águilas del Zulia      | Luis Aparicio             | 21 de diciembre | 07:00pm | TLT                   |
| Navegantes del Magallanes | 4-3  | Bravos de Margarita    | Nueva Esparta             | 22 de diciembre | 07:00pm | Venevisión            |
| Tigres de Aragua          | 5-4  | Tiburones de La Guaira | Universitario de Caracas  | 22 de diciembre | 07:00pm | DirecTV               |
| Leones del Caracas        | 2-6  | Cardenales de Lara     | Antonio Herrera Gutiérrez | 22 de diciembre | 07:00pm | IVC Promar TV         |
| Caribes de Anzoátegui     | 4-3  | Águilas del Zulia      | Luis Aparicio             | 22 de diciembre | 07:00pm | TLT                   |
| Tiburones de La Guaira    | 2-4  | Leones del Caracas     | Universitario de Caracas  | 23 de diciembre | 04:00pm | DirecTV               |

| Bravos de Margarita       | 4-5  | Caribes de Anzoátegui     | Alfonso Carrasquel        | 26 de diciembre | 07:00pm | IVC        |
| Navegantes del Magallanes | 3-6  | Tiburones de La Guaira    | Universitario de Caracas  | 26 de diciembre | 07:00pm | DirecTV    |
| Leones del Caracas        | 1-5  | Tigres de Aragua          | José Pérez Colmenares     | 26 de diciembre | 07:00pm | DirecTV    |
| Bravos de Margarita       | 15-3 | Caribes de Anzoátegui     | Alfonso Carrasquel        | 27 de diciembre | 07:00pm | IVC        |
| Águilas del Zulia         | 6-4  | Leones del Caracas        | Universitario de Caracas  | 27 de diciembre | 07:00pm | Venevisión |
| Cardenales de Lara        | 5-3  | Tigres de Aragua          | José Pérez Colmenares     | 27 de diciembre | 07:00pm | TLT        |
| Tiburones de La Guaira    | 2-1  | Navegantes del Magallanes | José Bernardo Pérez       | 27 de diciembre | 07:00pm | DirecTV    |
| Bravos de Margarita       | 3-1  | Leones del Caracas        | Universitario de Caracas  | 28 de diciembre | 07:00pm | IVC        |
| Caribes de Anzoátegui     | 0-7  | Tigres de Aragua          | José Pérez Colmenares     | 28 de diciembre | 07:00pm | TLT        |
| Águilas del Zulia         | 3-9  | Navegantes del Magallanes | José Bernardo Pérez       | 28 de diciembre | 07:00pm | Fox Sports |
| Tiburones de La Guaira    | 1-10 | Cardenales de Lara        | Antonio Herrera Gutiérrez | 28 de diciembre | 07:00pm | DirecTV    |
| Bravos de Margarita       | 4-2  | Leones del Caracas        | Universitario de Caracas  | 29 de diciembre | 07:00pm | TLT        |
| Caribes de Anzoátegui     | 4-1  | Navegantes del Magallanes | José Bernardo Pérez       | 29 de diciembre | 07:00pm | DirecTV    |
| Tigres de Aragua          | 7-10 | Cardenales de Lara        | Antonio Herrera Gutiérrez | 29 de diciembre | 07:00pm | Fox Sports |

## Juego de las estrellas
El Juego de Las Estrellas 2016 fue la 50.ª edición y se disputó el 29 de noviembre en el Estadio Universitario de Caracas, sede de los Leones del Caracas y de los Tiburones de La Guaira. Eduardo Pérez, de los Tigres de Aragua, fue el mánager de las Estrellas Consagradas, mientras que Carlos García, de los Navegantes del Magallanes fue el de las Estrellas del Futuro. El partido comenzó con más de una hora de retraso debido al Juego de Celebridades y por la lluvia se decidió terminar el juego en 7 innings.
| 29 de noviembre, 19:00 EST (UTC-4) | Estrellas Consagradas | 9 - 4 | Estrellas del Futuro | Estadio Universitario, Caracas, Distrito Capital |   |   |   |   |   |   |    |   |
| |                       |       |                      | Asistencia: 24 000 espectadores                  |   |   |   |   |   |   |    |   |
| Detalle \| Equipo \| 1 \| 2 \| 3 \| 4 \| 5 \| 6 \| 7 \| 8 \| 9 \| C \| H \| E \| \| ----------- \| - \| - \| - \| - \| - \| - \| - \| - \| - \| - \| -- \| - \| \| Consagrados \| 0 \| 0 \| 2 \| 0 \| 7 \| 0 \| 0 \| X \| X \| 9 \| 12 \| 0 \| \| Novatos \| 0 \| 1 \| 0 \| 0 \| 3 \| 0 \| 0 \| X \| X \| 4 \| 10 \| 1 \|LG: René Cortez LP: Loiger Padron HRs: EF – Renato Nuñez Umpires: HP:. 1B:. 2B:. 3B:. LF:. RF:. Duración: ? h ?? m |                       |       |                      |                                                  |   |   |   |   |   |   |    |   |
| Equipo | 1                     | 2     | 3                    | 4                                                | 5 | 6 | 7 | 8 | 9 | C | H  | E |
| Consagrados | 0                     | 0     | 2                    | 0                                                | 7 | 0 | 0 | X | X | 9 | 12 | 0 |
| Novatos | 0                     | 1     | 0                    | 0                                                | 3 | 0 | 0 | X | X | 4 | 10 | 1 |

## Postemporada
La etapa de postemporada comenzó el 2 de enero y terminó el 25 de enero de 2017.
Los seis equipos clasificados a la etapa de postemporada disputaron tres series de play-off a siete juegos cada una para ganar cuatro. El primer equipo clasificado se enfrentó al sexto, el segundo al quinto, y el tercero al cuarto. Los ganadores de la Primera Serie avanzaron a las Series Semifinales. Dentro de los perdedores de la Primera Serie de Postemporada, se escogió al cuarto clasificado mediante la celebración de un Juego de Comodín (Wild Card) que se jugó entre los dos mejores clasificados de la temporada regular. El gandor del comodín se unió a los tres ganadores de la Primera Serie de Postemporada y disputaron las Semifinales, al mejor de siete partidos. Los dos ganadores de las dos Series Semifinales se midieron en la Serie Final al mejor de siete partidos.
|  | Primera Serie | Primera Serie | Primera Serie |            |   | Serie Semifinal | Serie Semifinal | Serie Semifinal |  |   | Serie Final | Serie Final | Serie Final |  |
|  |               |               |               |            |   |                 |                 |                 |  |   |             |             |             |  |
|  |               |               |               |            |   |                 |                 |                 |  |   |             |             |             |  |
|  | 4             | Tigres        | 0             |            |   |                 |                 |                 |  |   |             |             |             |  |
|  | 4             | Tigres        | 0             |            |   |                 |                 |                 |  |   |             |             |             |  |
|  | 3             | Águilas       | 4             |            |   |                 |                 |                 |  |   |             |             |             |  |
|  | 3             | Águilas       | 4             |            | 3 | Águilas         | 4               |                 |  |   |             |             |             |  |
|  |               |               |               |            | 3 | Águilas         | 4               |                 |  |   |             |             |             |  |
|  |               |               | 2             | Caribes    | 1 |                 |                 |                 |  |   |             |             |             |  |
|  | 5             | Tiburones     | 2             | Caribes    | 1 | 2               |                 |                 |  |   |             |             |             |  |
|  | 5             | Tiburones     |               |            |   |                 |                 |                 |  |   |             |             |             |  |
|  | 2             | Caribes       | 4             |            |   |                 |                 |                 |  |   |             |             |             |  |
|  | 2             | Caribes       | 4             |            |   |                 |                 |                 |  | 2 | Águilas     | 4           |             |  |
|  |               |               |               |            |   |                 |                 |                 |  | 2 | Águilas     | 4           |             |  |
|  |               |               | 1             | Cardenales | 1 |                 |                 |                 |  |   |             |             |             |  |
|  | C             | Tiburones     | 1             | Cardenales | 1 | 4               |                 |                 |  |   |             |             |             |  |
|  | C             | Tiburones     |               |            |   |                 |                 |                 |  |   |             |             |             |  |
|  | C             | Tigres        | 2             |            |   |                 |                 |                 |  |   |             |             |             |  |
|  | C             | Tigres        | 2             |            | 4 | Tiburones       | 1               |                 |  |   |             |             |             |  |
|  |               |               |               |            | 4 | Tiburones       | 1               |                 |  |   |             |             |             |  |
|  |               |               | 1             | Cardenales | 4 |                 |                 |                 |  |   |             |             |             |  |
|  | 6             | Bravos        | 1             | Cardenales | 4 | 3               |                 |                 |  |   |             |             |             |  |
|  | 6             | Bravos        |               |            |   |                 |                 |                 |  |   |             |             |             |  |
|  | 1             | Cardenales    | 4             |            |   |                 |                 |                 |  |   |             |             |             |  |
|  | 1             | Cardenales    | 4             |            |   |                 |                 |                 |  |   |             |             |             |  |
|  |               |               |               |            |   |                 |                 |                 |  |   |             |             |             |  |

|                                     |
| Campeón Águilas del Zulia 6° título |

### Primera Serie

#### Cardenales vs. Bravos
| Bravos de Margarita | 6-4 | Cardenales de Lara  | Antonio Herrera Gutiérrez | 2 de enero  | 07:00 p. m. | Meridiano TV DirecTV  |
| Bravos de Margarita | 1-8 | Cardenales de Lara  | Antonio Herrera Gutiérrez | 3 de enero  | 07:00 p. m. | Meridiano TV DirecTV  |
| Cardenales de Lara  | 8-9 | Bravos de Margarita | Nueva Esparta             | 5 de enero  | 07:00 p. m. | Fox Sports Venevisión |
| Cardenales de Lara  | 9-2 | Bravos de Margarita | Nueva Esparta             | 6 de enero  | 07:00 p. m. | Fox Sports Venevisión |
| Cardenales de Lara  | 1-2 | Bravos de Margarita | Nueva Esparta             | 7 de enero  | 06:00 p. m. | Fox Sports Venevisión |
| Bravos de Margarita | 0-3 | Cardenales de Lara  | Antonio Herrera Gutiérrez | 9 de enero  | 07:00 p. m. | IVC Network Tele Tuya |
| Bravos de Margarita | 2-6 | Cardenales de Lara  | Antonio Herrera Gutiérrez | 10 de enero | 07:00 p. m. | IVC Network Tele Tuya |

#### Caribes vs. Tiburones
| Tiburones de La Guaira | 5-2  | Caribes de Anzoátegui  | Alfonso Carrasquel       | 2 de enero | 07:00 p. m. | Tele Tuya Fox Sports  |
| Tiburones de La Guaira | 13-6 | Caribes de Anzoátegui  | Alfonso Carrasquel       | 3 de enero | 07:00 p. m. | Tele Tuya Fox Sports  |
| Caribes de Anzoátegui  | 6-5  | Tiburones de La Guaira | Universitario de Caracas | 5 de enero | 07:00 p. m. | IVC Network Meridiano |
| Caribes de Anzoátegui  | 16-2 | Tiburones de La Guaira | Universitario de Caracas | 6 de enero | 07:00 p. m. | IVC Network Meridiano |
| Caribes de Anzoátegui  | 13-2 | Tiburones de La Guaira | Universitario de Caracas | 7 de enero | 04:00 p. m. | IVC Network Meridiano |
| Tiburones de La Guaira | 4-18 | Caribes de Anzoátegui  | Alfonso Carrasquel       | 9 de enero | 07:00 p. m. | Venevisión DirecTV    |

#### Águilas vs. Tigres
| Tigres de Aragua  | 3-6 | Águilas del Zulia | Luis Aparicio         | 2 de enero | 07:00 p. m. | Venevisión IVC Network |
| Tigres de Aragua  | 5-6 | Águilas del Zulia | Luis Aparicio         | 3 de enero | 07:00 p. m. | Venevisión IVC Network |
| Águilas del Zulia | 9-2 | Tigres de Aragua  | José Pérez Colmenares | 5 de enero | 07:00 p. m. | Tele Tuya DirecTV      |
| Águilas del Zulia | 5-1 | Tigres de Aragua  | José Pérez Colmenares | 6 de enero | 07:00 p. m. | Tele Tuya DirecTV      |

### Comodín

#### Tigres vs. Tiburones
| Tiburones de La Guaira | 4-2 | Tigres de Aragua | José Pérez Colmenares | 11 de enero | 07:00 p. m. | DTV, IVC MTV, VV |

### Serie Semifinal

#### Cardenales vs. Tiburones
| Tiburones de La Guaira | 7-6 | Cardenales de Lara     | Antonio Herrera Gutiérrez | 12 de enero | 07:00 p. m. | IVC, MTV Fox Sports |
| Tiburones de La Guaira | 5-9 | Cardenales de Lara     | Antonio Herrera Gutiérrez | 13 de enero | 07:00 p. m. | IVC, MTV Fox Sports |
| Cardenales de Lara     | 9-3 | Tiburones de La Guaira | Universitario de Caracas  | 15 de enero | 01:00 p. m. | Tele Tuya DirecTV   |
| Cardenales de Lara     | 5-3 | Tiburones de La Guaira | Universitario de Caracas  | 16 de enero | 07:00 p. m. | Tele Tuya DirecTV   |
| Cardenales de Lara     | 2-1 | Tiburones de La Guaira | Universitario de Caracas  | 17 de enero | 07:00 p. m. | DTV, TLT Venevisión |

#### Caribes vs. Águilas
| Águilas del Zulia     | 3-2 | Caribes de Anzoátegui | Alfonso Carrasquel | 12 de enero | 07:00 p. m. | Tele Tuya DirecTV   |
| Águilas del Zulia     | 1-7 | Caribes de Anzoátegui | Alfonso Carrasquel | 13 de enero | 07:00 p. m. | Tele Tuya DirecTV   |
| Caribes de Anzoátegui | 2-3 | Águilas del Zulia     | Luis Aparicio      | 15 de enero | 04:00 p. m. | Fox Sports IVC, VV  |
| Caribes de Anzoátegui | 2-5 | Águilas del Zulia     | Luis Aparicio      | 16 de enero | 07:00 p. m. | IVC, MTV Fox Sports |
| Caribes de Anzoátegui | 0-1 | Águilas del Zulia     | Luis Aparicio      | 17 de enero | 07:00 p. m. | IVC, MTV Fox Sports |

### Serie Final

#### Cardenales vs. Águilas
| Águilas del Zulia  | 12-2 | Cardenales de Lara | Antonio Herrera Gutiérrez | 20 de enero | 07:00 p. m. | DTV, FOX, IVC MTV, TLT, VV |
| Águilas del Zulia  | 11-1 | Cardenales de Lara | Antonio Herrera Gutiérrez | 21 de enero | 07:00 p. m. | DTV, FOX, IVC MTV, TLT, VV |
| Cardenales de Lara | 7-8  | Águilas del Zulia  | Luis Aparicio             | 23 de enero | 07:00 p. m. | DTV, FOX, IVC MTV, TLT, VV |
| Cardenales de Lara | 3-1  | Águilas del Zulia  | Luis Aparicio             | 24 de enero | 07:00 p. m. | DTV, FOX, IVC MTV, TLT, VV |
| Cardenales de Lara | 2-5  | Águilas del Zulia  | Luis Aparicio             | 25 de enero | 07:00 p. m. | DTV, FOX, IVC MTV, TLT, VV |

## Draft
La escogencia del draft solo se efectuará después de haberse determinado los clasificados a la postemporada y de acuerdo con las condiciones del campeonato.

### Primera Serie
Para la Primera Serie se asignarán a los equipos números del uno (1) al seis (6), de acuerdo con el orden en que hayan quedado en la ronda de clasificación y escogerán sucesivamente del primero al sexto, un (1) jugador por equipo en la primera ronda para la adición y dos (2) para la sustitución.

#### Adiciones
| Pick | Equipo                 | Jugador         | Pos. | Procedencia               |
| ---- | ---------------------- | --------------- | ---- | ------------------------- |
| 1    | Cardenales de Lara     | Hassan Pena     | P    | Navegantes del Magallanes |
| 2    | Caribes de Anzoátegui  | Jhoulys Chacín  | P    | Leones del Caracas        |
| 3    | Águilas del Zulia      | José Tabata     | OF   | Navegantes del Magallanes |
| 4    | Tigres de Aragua       | Endy Chávez     | OF   | Navegantes del Magallanes |
| 5    | Tiburones de La Guaira | Henry Rodríguez | IF   | Leones del Caracas        |
| 6    | Bravos de Margarita    | Jesús Aguilar   | 1B   | Leones del Caracas        |

#### Sustituciones
| Pick | Equipo                 | Jugador               | Pos. | Procedencia               | Toma el lugar de | Pos. |
| ---- | ---------------------- | --------------------- | ---- | ------------------------- | ---------------- | ---- |
| 1    | Cardenales de Lara     | Juan Carlos Gutiérrez | P    | Leones del Caracas        | Welington Dotel  | OF   |
| 2    | Caribes de Anzoátegui  | Mario Lissón          | IF   | Navegantes del Magallanes | John Church      | P    |
| 3    | Águilas del Zulia      | Mitch Lively          | P    | Navegantes del Magallanes | Stephen Fife     | P    |
| 4    | Tigres de Aragua       | Alex Sanabia          | P    | Navegantes del Magallanes | Randy Consuegra  | P    |
| 5    | Tiburones de La Guaira | Kramer Sneed          | P    | Leones del Caracas        | Pedro Echemendia | P    |
| 6    | Bravos de Margarita    | Ramón Cabrera         | C    | Leones del Caracas        | William Argo     | OF   |
| 7    | Cardenales de Lara     | Franklin Morales      | P    | Leones del Caracas        | David Goforth    | P    |
| 8    | Caribes de Anzoátegui  | Edgar Ibarra          | P    | Navegantes del Magallanes | Brian Burres     | P    |
| 9    | Águilas del Zulia      | Ronny Cedeño          | IF   | Navegantes del Magallanes | Trayvon Robinson | OF   |
| 10   | Tigres de Aragua       | Luke Irvine           | P    | Leones del Caracas        | Víctor Marte     | P    |
| 11   | Tiburones de La Guaira | Danry Vásquez         | OF   | Leones del Caracas        | Emilis Guerra    | P    |
| 12   | Bravos de Margarita    | César Puello          | OF   | Leones del Caracas        | Tyler Horan      | OF   |

### Serie Semifinal
En la segunda ronda comenzando por el equipo n° 1. Para la serie semifinal los tres equipos ganadores tendrán los números del uno (1) al tres (3), de acuerdo con el orden en que hayan quedado en la ronda de clasificación. El equipo que definió el cuarto lugar en el juego extra, será el número cuatro (4), independientemente del lugar que haya ocupado en la ronda de clasificación. Una vez definidos escogerán sucesivamente del primero al cuarto, dos (2) jugadores por equipo, para la sustitución, comenzando por el equipo n° 1.

#### Sustituciones
| Pick | Equipo                 | Jugador          | Posición | Procedencia         | Toma el lugar de      | Posición |
| ---- | ---------------------- | ---------------- | -------- | ------------------- | --------------------- | -------- |
| 1    | Cardenales de Lara     | Omar Bencomo Jr. | P        | Bravos de Margarita | Juan Carlos Gutiérrez | P        |
| 2    | Caribes de Anzoátegui  | Yohan Pino       | P        | Tigres de Aragua    | Shane Youman          | P        |
| 3    | Águilas del Zulia      | Misael Siverio   | P        | Tigres de Aragua    | Logan Durán           | P        |
| 4    | Tiburones de La Guaira | Raudel Lazo      | P        | Tigres de Aragua    | Juan Sosa             | P        |
| 5    | Cardenales de Lara     | Logan Darnell    | P        | Bravos de Margarita | Robert Carson         | P        |
| 6    | Caribes de Anzoátegui  | Wilfredo Ledezma | P        | Tigres de Aragua    | Edgar Ibarra          | P        |
| 7    | Águilas del Zulia      | Endy Chávez      | OF       | Tigres de Aragua    | Jesús Valdez          | OF       |
| 8    | Tiburones de La Guaira | Luke Irvine      | P        | Leones del Caracas  | Christian Marrero     | 1B/OF    |

### Serie Final
Los equipos que clasifiquen a la serie final, sino lo han hecho antes, podrán completar los cupos faltantes que no hubieren llenado de las listas oficiales entregada por los equipos eliminados.

#### Sustituciones
| Pick | Equipo             | Jugador          | Posición | Procedencia           | Toma el lugar de | Posición |
| ---- | ------------------ | ---------------- | -------- | --------------------- | ---------------- | -------- |
| 1    | Cardenales de Lara | Pedro Rodríguez  | P        | Caribes de Anzoátegui | Melvin Mercedes  | P        |
| 2    | Águilas del Zulia  | Wilfredo Ledezma | P        | Caribes de Anzoátegui | Misael Siverio   | P        |
| 3    | Cardenales de Lara | Denis Phipps     | OF       | Caribes de Anzoátegui | Logan Darnell    | P        |
| 4    | Águilas del Zulia  | Mario Lissón     | INF      | Caribes de Anzoátegui | Jailén Peguero   | P        |

## Líderes
Actualizado al 29 de diciembre de 2016.
| Stat | Jugador                  | Total |
| ---- | ------------------------ | ----- |
| AVG  | Hernán Pérez (ARA)       | .373  |
| HR   | Reynaldo Rodríguez (ZUL) | 12    |
| CI   | Henry Rodríguez (CAR)    | 47    |
| CA   | Denis Phipps (ANZ)       | 46    |
| H    | Jesús Montero (LAR)      | 78    |
| BR   | Carlos García (MAR)      | 12    |

| Stat | Jugador                                 | Total |
| ---- | --------------------------------------- | ----- |
| V    | Raúl Rivero (LAR)                       | 7     |
| D    | Wilfredo Boscán (ZUL) Wilmer Font (CAR) | 6     |
| EFE. | William Cuevas (LAG)                    | 2.08  |
| SO   | Raúl Rivero (LAR)                       | 61    |
| IL   | Raúl Rivero (LAR)                       | 78.2  |
| SV   | Hassan Pena (MAG) Luis Ramírez (MAR)    | 16    |

## Premios y honores
| Semana | Jugador                               |
| ------ | ------------------------------------- |
| 1      | René Reyes (ANZ)                      |
| 2      | Denis Phipps (ANZ)                    |
| 3      | Denis Phipps (ANZ)                    |
| 4      | José Osuna (MAR)                      |
| 5      | Luis Arráez (MAG)                     |
| 6      | José Martínez (LAG) Luis Arráez (MAG) |
| 7      | Giovanny Urshela (ZUL)                |
| 8      | Jorge Alfaro (LAG)                    |
| 9      | Carlos Rivero (LAR)                   |
| 10     | Ronny Cedeño (MAG)                    |
| 11     | Jesús Aguilar (CAR)                   |
| 12     | Hernan Pérez (ARA)                    |
| 13     | Breyvic Valera (MAR)                  |
| PS     | Denis Phipps (ANZ)                    |
| SEM    | Carlos Hernández (ZUL)                |
| FIN    | José Pirela (ZUL)                     |

| Designación         | Jugador              |
| ------------------- | -------------------- |
| Productor del Año   | Denis Phipps (ANZ)   |
| Setup del Año       | José Flores (MAG)    |
| Cerrador del Año    | Hassan Pena (MAG)    |
| Regreso del Año     | Jesús Flores (ZUL)   |
| Mánager del Año     | Lipso Nava (ZUL)     |
| Pitcher del Año     | Raúl Rivero (LAR)    |
| Novato del Año      | Carlos Tocci (ARA)   |
| Jugador Más Valioso | Breyvic Valera (MAR) |